# Passion's Pathway
Passion's Pathway er en amerikansk stumfilm fra 1924 instrueret af Bertram Bracken.

## Medvirkende
- Estelle Taylor som Dora Kenyon
- Jean Perry som Hugh Kenyon
- Wilfred Lucas som Richard Stanton
- Tully Marshall
- Snitz Edwards som Simpson
- Kate Price som Landlady
- Edward Kimball som John Deering
- Fred DeSilva som 'Scorpio'